# Jerome K. Percus
Jerome Kenneth Percus (* 21. Juni 1926 in New York City; † 7. März 2021) war ein US-amerikanischer Physiker und Mathematiker, der wichtige Beiträge zur Statistischen Physik, zur Chemischen Physik und zur Angewandten Mathematik leistete.

## Leben
Jerome K. Percus studierte zunächst Elektrotechnik und anschließend Mathematik und Physik. Seit Anfang der 1950er Jahre war er am Stevens Institute of Technology in Hoboken (New Jersey) tätig. 1954 erwarb er an der Columbia University den Ph.D. mit einer Arbeit zur Quantenmechanik: Some remarks on the quantization of linear systems. Ab 1958 bis zu seiner Emeritierung lehrte er am Courant Institute of Mathematical Sciences und zeitweise am Physics Department der New York University.
1958 publizierte er mit George J. Yevick eine bahnbrechende Arbeit in der klassischen statistischen Mechanik von Flüssigkeiten. Sie formulierten eine selbstkonsistente Integralgleichung (Percus-Yevick- oder PY-Gleichung) zur Bestimmung der radialen Verteilungsfunktion mittels Virialentwicklung, wodurch die Berechnung thermodynamischer Zustandsgrößen ermöglicht wird. Für Hart-Kugel-Modelle konnte gezeigt werden, dass die PY-Gleichung exakte analytische Lösungen besitzt. Der Aufsatz von Percus und Yevick gehört zu den meistzitierten Publikationen in der statistischen Physik. Er war ein Pionier der Molekulardynamik in den 1960er Jahren, wobei er 1967 mit Loup Verlet und Joel Lebowitz zusammenarbeitete.
Percus veröffentlichte zahlreiche Arbeiten zur klassischen statistischen Mechanik, zur Quantenstatistik von Gleichgewichts- und Nichtgleichgewichtssystemen, zur Kombinatorik und zur theoretischen Biophysik. Er ist Autor mehrerer Sachbücher. So schrieb er Monographien über die Anwendung mathematischer Methoden in der Immunologie, in der Entwicklungsbiologie und Genomanalyse.
Von der New York Academy of Sciences wurde ihm 1975 der Boris Pregel Award in Chemical Physics verliehen. 1984 wurde er zum Fellow der American Association for the Advancement of Science gewählt. 1993 wurde er für seine Beiträge zur theoretischen physikalischen Chemie mit dem Joel Henry Hildebrand Award in the Theoretical and Experimental Chemistry of Liquids der American Chemical Society ausgezeichnet.

## Schriften
- Combinatorial Methods, Applied Mathematical Sciences 4, Springer 1971
- Mathematics of genome analysis, Cambridge UP 2002
- mit Stephen Childress:  Mathematical models in developmental biology, Courant Lectures in Mathematics 26, Courant Institute of Mathematical Sciences 2015